# Varanus juxtindicus
Il varano di Rennell (Varanus juxtindicus Böhme, Philipp e Ziegler, 2002), noto anche come varano di Hakoi, è una specie della famiglia dei Varanidi originaria dell'arcipelago delle Salomone. Appartiene al sottogenere Euprepiosaurus, così come il varano della volta, il varano dalla gola pesca, il varano dalla coda azzurra ed altre specie.

## Descrizione
Il varano di Rennell può raggiungere una lunghezza di 150 cm dal muso alla coda. I disegni e la colorazione del dorso sono molto simili a quelli di V. indicus, ma questa specie si distingue dalle altre del sottogenere Euprepiosaurus per la mancanza di pigmento azzurro (presente invece in V. yuwonoi e V. doreanus). Sulla coda non sono presenti fasce, ma vi è una banda ben visibile ai lati della testa. Sulla gola non vi sono particolari disegni. La lingua è dotata di pigmenti solo all'estremità. Il primo terzo della coda, priva di carena, è di diametro rotondo.

## Distribuzione e habitat
V. juxtindicus è endemico di Rennell, una delle più piccole isole delle Salomone. È particolarmente diffuso nei pressi di Niupani.

## Biologia
Le sue abitudini sono quasi sconosciute, ma potrebbero essere simili a quelle del varano delle mangrovie.